# Maxime Poundjé
Maxime Poundjé (Burdeos, 16 de agosto de 1992) es un futbolista francés que juega de defensa.

## Trayectoria
Nacido en Burdeos, Poundjé, se formó en la cantera del F. C. Girondins de Burdeos, club de su ciudad, donde debutó en la Ligue 1.
En la temporada 2011-12 se marchó cedido al Nîmes Olympique.

## Clubes
| Club                       | País    | Año       |
| -------------------------- | ------- | --------- |
| F. C. Girondins de Burdeos | Francia | 2011-2021 |
| Nîmes Olympique (cedido)   | Francia | 2011-2012 |
| F. C. Lausana-Sport        | Suiza   | 2022      |

## Palmarés

### Títulos nacionales
| Título          | Club                       | País    | Año  |
| --------------- | -------------------------- | ------- | ---- |
| Copa de Francia | F. C. Girondins de Burdeos | Francia | 2013 |